# Creswick Peaks
Creswick Peaks är en bergstopp i Antarktis. Den ligger i Västantarktis. Argentina, Chile och Storbritannien gör anspråk på området. Toppen på Creswick Peaks är 1 465 meter över havet.
Terrängen runt Creswick Peaks är kuperad åt nordväst, men åt sydost är den platt. Trakten är obefolkad. Det finns inga samhällen i närheten.